# Bravaisia integerrima
Bravaisia integerrima är en akantusväxtart som först beskrevs av Spreng., och fick sitt nu gällande namn av Paul Carpenter Standley. Bravaisia integerrima ingår i släktet Bravaisia och familjen akantusväxter. Utöver nominatformen finns också underarten B. i. pilosa.